# Mount Lloyd George
Mount Lloyd George är ett berg i Kanada.   Det ligger i provinsen British Columbia, i den centrala delen av landet, 3 600 km väster om huvudstaden Ottawa. Toppen på Mount Lloyd George är 2 938 meter över havet.
Terrängen runt Mount Lloyd George är huvudsakligen bergig, men åt nordost är den kuperad. Mount Lloyd George är den högsta punkten i trakten. Trakten runt Mount Lloyd George är nära obefolkad, med mindre än två invånare per kvadratkilometer.. Det finns inga samhällen i närheten. 
Trakten runt Mount Lloyd George är permanent täckt av is och snö.